# Arandon
Arandon är en kommun i departementet Isère i regionen Auvergne-Rhône-Alpes i sydöstra Frankrike. Kommunen ligger i kantonen Morestel som tillhör arrondissementet La Tour-du-Pin. År 2018 hade Arandon 678 invånare.

## Befolkningsutveckling
Antalet invånare i kommunen Arandon
Referens:INSEE